# یواس‌اس تیزر (اس‌پی-۹۳۳)
یواس‌اس تیزر (اس‌پی-۹۳۳) (به انگلیسی: USS Teaser (SP-933)) یک کشتی بود که طول آن ۶۰ فوت ۰ اینچ (۱۸٫۲۹ متر) بود. این کشتی در سال ۱۹۱۶ ساخته شد.